# Hans Zimmermann (Schauspieler)
Hans Zimmermann (auch Hans-Joachim Zimmermann, Jochen Zimmermann; * 1929 in Nordhausen, Thüringen; † 2005 in Halle (Saale)) war ein deutscher Schauspieler und Regisseur.

## Leben und Wirken
Hans Zimmermann erhielt seine Ausbildung zum Schauspieler in Nordhausen und debütierte 1947 in Neustrelitz. Zwischen 1948 und 1955 wirkte er am Landestheater Meiningen und von 1955 bis 1965 am Landestheater Halle/Saale. Später war er neben seiner schauspielerischen Tätigkeit auch als Regisseur und Redakteur am Fernsehstudio Halle tätig und trat als Darsteller in Produktionen der DEFA und des Deutschen Fernsehfunks auf. Als Mitbegründer des Fernsehtheaters Moritzburg fungierte er zeitweilig als dessen Leiter. Im Jahr 1972 hatte er eine Rolle in der ZDF-Fernsehserie Wir 13 sind 17.

## Filmografie (Auswahl)
- 1962:  Das grüne Ungeheuer (Fernseh-Fünfteiler)
- 1966: Der Dieb und der König (Fernsehfilm)[1]
- 1968: Blaulicht (Fernsehserie, 1 Folge)
- 1969: Unterwegs zu Lenin
- 1969: Ehrenmänner (Fernsehfilm)[2]
- 1970: Effi Briest (Fernsehfilm)
- 1970: Die Flamme (Fernseh-Fünfteiler)[3]
- 1970: Jeder stirbt für sich allein (Fernseh-Miniserie, 3 Folgen)
- 1972: Wir 13 sind 17 (Fernsehserie, 1 Folge)

## Weblink
- Hans Zimmermann bei IMDb

| Personendaten    | Personendaten                                |
| ---------------- | -------------------------------------------- |
| NAME             | Zimmermann, Hans                             |
| ALTERNATIVNAMEN  | Zimmermann, Hans-Joachim; Zimmermann, Jochen |
| KURZBESCHREIBUNG | deutscher Schauspieler und Regisseur         |
| GEBURTSDATUM     | 1929                                         |
| GEBURTSORT       | Nordhausen                                   |
| STERBEDATUM      | 2005                                         |
| STERBEORT        | Halle (Saale)                                |